# Симба
Симба (енгл. Simba) је измишљени лик, краљ лав из анимираног филма „Краљ лавова“. Његово име на Свахилију значи лав.

## Особине
Симба је као мали био врло несташан и радознао, као и сваки млади лав, али је када је порастао постао је прави краљ који треба да влада краљевством. Као храбри, одважни и поносни лав он на крају филма и постаје краљ.

## Синхронизовани Симба
Симбу је у Србији синхронизовао Слободан Стефановић.